# Baltasar Gracián
Baltasar Gracián y Morales (Belmonte de Gracián, 8 de enero de 1601-Tarazona, 6 de diciembre de 1658) fue un sacerdote jesuita y escritor español del Siglo de Oro, que cultivó la prosa didáctica y filosófica. Entre sus obras destaca El Criticón —alegoría de la vida humana—, que constituye una de las novelas más importantes de la literatura española, comparable por su calidad al Quijote o La Celestina.
Su producción se adscribe a la corriente literaria del conceptismo. Forjó un estilo construido a partir de sentencias breves muy personal, denso, concentrado y polisémico, en el que domina el juego de palabras y las asociaciones ingeniosas entre estas y las ideas. El resultado es un lenguaje lacónico, lleno de aforismos y capaz de expresar una gran riqueza de significados.
El pensamiento de Gracián es pesimista, como corresponde al periodo barroco. El mundo es un espacio hostil y engañoso, donde prevalecen las apariencias frente a la virtud y la verdad. El hombre es un ser débil, interesado y malicioso. Buena parte de sus obras se ocupan de dotar al lector de habilidades y recursos que le permitan desenvolverse entre las trampas de la vida. Para ello debe saber hacerse valer, ser prudente y aprovecharse de la sabiduría basada en la experiencia; incluso disimular, y comportarse según la ocasión.
Todo ello le ha valido a Gracián ser considerado un precursor del existencialismo y de la postmodernidad. Influyó en librepensadores franceses como La Rochefoucauld y más tarde en la filosofía de Schopenhauer y Nietzsche. Sin embargo, su pensamiento vital es inseparable de la conciencia de una España en decadencia, como se advierte en su máxima «floreció en el siglo de oro la llaneza, en este de yerro la malicia».

## Biografía

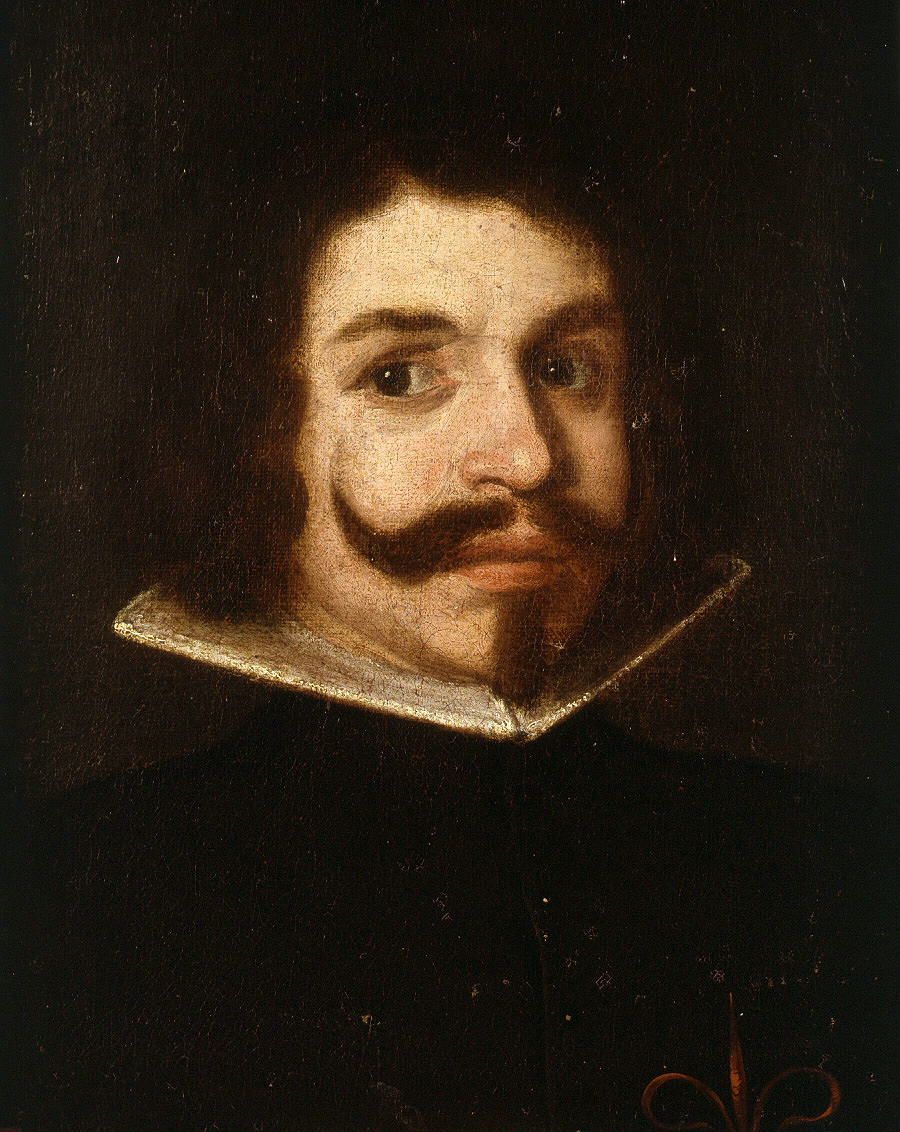
El poeta Baltasar Gracián, óleo conservado en el Museo de Bellas Artes de Valencia, posiblemente de la primera mitad del siglo XVII (quizá durante su estancia valenciana entre 1630-1636). Pese a que es un retrato poco conocido, no se ha cuestionado que represente al escritor, aunque sí su autoría, pues se ha atribuido a Velázquez (a quien Gracián elogió en sus obras) o a su taller, o bien a su paisano Jusepe Leonardo.

Nacido en Belmonte de Gracián, muy cerca de Calatayud, en 1601, las noticias sobre su infancia son muy escasas. Hijo de Francisco Gracián Garcés natural de Sabiñán, la casa solar de la familia Gracián todavía se conserva en esta localidad zaragozana. Se sabe que su padre fue contratado por el concejo de Ateca para ejercer como médico en 1604, por lo que toda su familia tuvo que desplazarse hasta esa localidad. Todo indica que estudió letras desde los diez o doce años en Calatayud, quizá en el colegio de jesuitas de esta localidad. Hacia 1617 debió residir uno o dos años en Toledo con su tío Antonio Gracián, capellán de San Juan de los Reyes, donde aprendería lógica y profundizaría en el latín.
En 1619 ingresó en el noviciado de la provincia jesuítica de Aragón, situado en Tarragona, en el que se le dispensó de los dos años preceptivos de estudio de humanidades debido a su excelente formación anterior. En 1621 volvió a Calatayud, donde cursó dos años de Filosofía. De esta etapa data su aprecio por la ética, que influyó en toda su producción literaria. Otros cuatro cursos de Teología en la Universidad de Zaragoza completaron su formación religiosa.
Ordenado sacerdote en 1627, comenzó a impartir Humanidades en el Colegio de Calatayud. Parece ser que fue un periodo grato, pero pocos años más tarde tuvo graves enfrentamientos con los jesuitas de Valencia, adonde fue trasladado en 1630. De allí pasó a Lérida en 1631 para encargarse de las clases de Teología Moral. En 1633 viajó a Gandía para enseñar Filosofía en el colegio jesuita de la villa y se renovaron las enemistades con sus antiguos correligionarios valencianos.
En el verano de 1636 volvió a tierras aragonesas, a Huesca, como confesor y predicador. Esta ciudad tuvo una importancia capital en la vida del jesuita, puesto que con el apoyo del erudito mecenas Vincencio Juan de Lastanosa pudo publicar su primer libro: El Héroe (1637).
Lastanosa reunía en su casa-museo un importante cenáculo literario y artístico. El palacio del prócer oscense, que fue visitado por Felipe IV, era conocido por sus exquisitos jardines, por una estupenda armería, por la colección de medallas y por una magnífica biblioteca de cerca de siete mil volúmenes, una cantidad extraordinaria en esa época. En este propicio ambiente, Gracián traba contacto con la intelectualidad cultural aragonesa, entre la que se cuenta el poeta Manuel de Salinas o el historiador Juan Francisco Andrés de Uztarroz.
En 1639 llegó a Zaragoza, nombrado confesor del virrey de Aragón Francisco María Carrafa, duque de Nochera, con quien viaja a Madrid, donde predicó. No obstante, su estadía en la Corte fue desalentadora, pues, aunque aspiró a medrar entre la república literaria de la capital, sus ambiciones se saldaron con un franco desengaño. Con todo, publicó allí su segunda obra, El Político (1640) y ultimó la primera versión de su tratado teórico sobre estética literaria barroca, titulado Arte de ingenio, tratado de la agudeza (1642).
De 1642 a 1644 ejerció el cargo de vicerrector del Colegio de Tarragona, donde auxilió espiritualmente a los soldados que tomarían Lérida en la Sublevación de Cataluña (1640). De resultas de esta campaña, cayó enfermo, y fue enviado a Valencia para reponerse. Al calor de la magnífica biblioteca del hospital, preparó una nueva obra, El Discreto (1646), que verá la luz en Huesca. De nuevo en su refugio oscense, impartió clases de Teología Moral hasta 1650. Es en esta época cuando más activamente pudo dedicarse a la literatura. Aparecieron entonces el Oráculo manual y arte de prudencia (1647) y la segunda versión del tratado sobre el ingenio y el concepto Agudeza y arte de ingenio (1648).

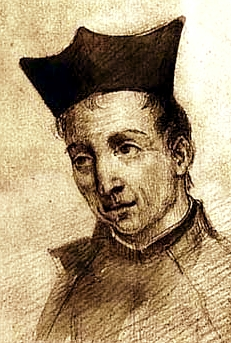
Retrato de Baltasar Gracián por Valentín Carderera.

Fue destinado a Zaragoza el verano de 1650 con el cargo de Maestro de Escritura, y al año siguiente publica la primera parte de su obra cumbre: El Criticón. A excepción de El Comulgatorio, Gracián publicó toda su obra sin el preceptivo permiso de la Compañía, lo que provocó protestas formales que fueron elevadas a las instancias rectoras de los jesuitas. Tales quejas no le disuadieron al punto de que apareciera en Huesca la segunda parte de esta obra. Algunos jesuitas valencianos, a consecuencia de viejas enemistades, interpretaron uno de sus pasajes como una ofensa a sus personas, lo que le granjeó nuevos ataques ante los superiores de la Compañía que apuntaban al contenido escasamente doctrinal de sus obras, impropias de un jesuita profeso, ya que, ocupándose todas ellas de la Filosofía Moral, esta se aborda desde una óptica profana. Quizá para contribuir a su descargo publicó, por primera vez con su auténtico nombre, El Comulgatorio (1655), un libro acerca de la preparación para la Eucaristía.
Pero la aparición en 1657 de la tercera parte de El Criticón determinó su caída en desgracia. El nuevo provincial de Aragón, el catalán Jacinto Piquer, recriminó públicamente a Gracián en el refectorio, le impuso como penitencia ayuno a pan y agua —prohibiéndole incluso disponer de tinta, pluma y papel—, y le privó de su cátedra de Escritura del Colegio Jesuita de Zaragoza. A comienzos de 1658 Gracián es enviado a Graus, un pueblo del prepirineo oscense.
Al poco tiempo, Gracián escribió al General de la Compañía para solicitar el ingreso en otra orden religiosa. Su demanda no fue atendida, pero se le atenuó la pena: en abril de 1658 ya fue enviado a desempeñar varios cargos menores al Colegio de Tarazona, hoy Hogar Doz. Los últimos contratiempos debieron acelerar su decadencia física, pues en junio no pudo asistir a la congregación provincial de Calatayud, falleciendo, poco más tarde, en Tarazona, el 6 de diciembre de 1658. Probablemente fue enterrado en la fosa común del colegio.

## Obra
En Gracián todo lo absorbe la vida de la inteligencia, por lo cual lo afectivo queda prácticamente anulado: de ahí el tono duro y la falta de calor humano de que adolecen frecuentemente sus obras. Su concepto del hombre (el peor de los seres de la creación) y de la vida (perpetuo engaño y lucha constante) es negativo y puramente barroco: un desengaño. Todas las cosas tienen un doble valor de engañosa apariencia y de oculta realidad. Y se ajusta a reflejar la decadencia del Imperio español.
Su moral es una moral práctica, de combate y orientada al triunfo: hay que actuar sin descanso poniendo en tensión voluntad e inteligencia. La prudencia, y al mismo tiempo la desconfianza y el recelo son condiciones ineludibles para ello. Se expresa en las trescientas máximas incluidas en el Oráculo manual y arte de prudencia (1647). Ya que la vida es lucha, nos apresta al combate proponiendo la defensa como ocultación y el ataque como descubrimiento del alma ajena; también una retirada a tiempo vale más que una brillante victoria.
Su estilo presenta la intensificación máxima del conceptismo, del que es incluso teorizador. Son constantes distintos tipos de antítesis (también las paradojas, las litotes, los oxímoros) y los juegos de palabras (anfibologías, etc.), así como distintos tipos de elipsis, en especial el zeugma, cuyo fin es conseguir una prosa densa, rápida y lacónica. Pero lo caracterizan peculiarmente tres recursos: la agudeza, la alegoría (especialmente la prosopopeya o personificación) y el humor.
Temáticamente, propone en sus opúsculos diversos arquetipos humanos de hombre superior: El héroe (1639), que establece las condiciones necesarias para sortear todo tipo de obstáculos prácticos; El discreto (1646), que hace lo mismo para el ámbito cortesano, y El político (1640), donde propone como modelo a Fernando el Católico.
Vista en conjunto la producción de Baltasar Gracián, podemos observar una estrecha relación con su biografía. Desde el juvenil entusiasmo por el triunfo y la gloria del hombre ejemplar, configurado en El Héroe, se llegará al desengaño de la vejez y la muerte en los últimos capítulos de El Criticón. Así se presenta como escritor en 1637 en el prólogo «Al lector» de El Héroe:

¡Qué singular te deseo! Emprendo formar con un libro enano un varón gigante y, con breves períodos, inmortales hechos. Sacar un varón máximo; esto es milagro en perfección (...)
El Héroe, prólogo «Al lector»

Dos tratados más continuarían esta línea de delinear el hombre perfecto: El Político, que extrae tales cualidades del rey Fernando el Católico, y El Discreto, un manual de conducta para el hombre en sociedad, sea cual sea su posición en ella.

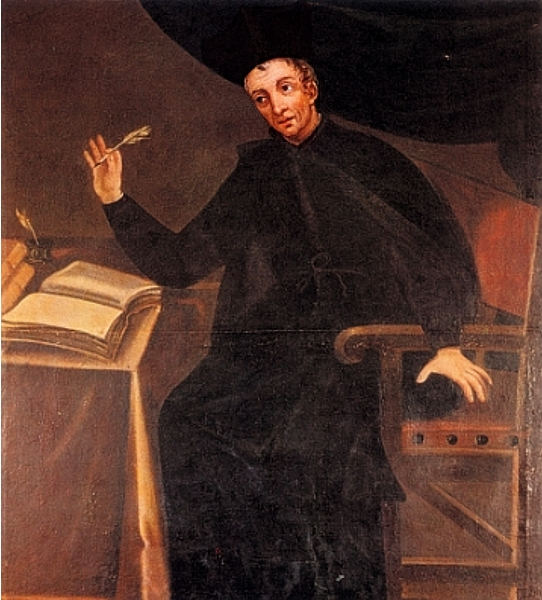
Primer retrato conocido de Gracián, conservado en el colegio jesuítico de Calatayud.

Por otro lado, Gracián dedicó grandes esfuerzos a elaborar un tratado de estética literaria barroca: la Agudeza y arte de ingenio, que refunde una versión anterior titulada Arte de ingenio, tratado de la agudeza. Allí teoriza sobre el «concepto» y propone una nueva retórica basada en la praxis barroca que se distancia, en parte, de la tradición aristotélica de la Poética, pues su análisis está fundamentado en textos, que a su vez ejemplifican una clasificación de los distintos tipos de agudeza de su propia invención.
Toda la obra de Gracián, ocupada siempre de su aplicación práctica a la vida del hombre, tiene por objeto la filosofía moral. Las ideas acumuladas en tratados anteriores sobre el modo de conducirse en el mundo son sintetizadas y reunidas en el libro más lacónico y sentencioso de su producción, el Oráculo manual y arte de prudencia. Con él culmina el proyecto de «manuales del vivir» para la persona cabal, y en él también se subsumen, probablemente, libros proyectados —en El Discreto se habla de los «doce gracianes», que se titularían «El Atento», «El Galante»— que no llegaron a ver la luz.
Fue admirado por moralistas franceses de los siglos XVII y XVIII, y en el XIX por Schopenhauer, quien recibió la influencia del pensamiento graciano y tradujo al alemán el Oráculo manual y arte de prudencia. Esta versión, muy fiel al espíritu del aragonés, fue conocida por Nietzsche, que dijo en una de sus cartas: «Europa no ha producido nada más fino ni más complicado en materia de sutileza moral». Gracias a ellos la obra del filósofo español fue objeto de estudio en la universidad alemana.
Solo le quedaba ensayar la fabulación. Poner todo su trabajo de investigación retórica al servicio de una novela, que fuera a la vez tratado de filosofía moral, bajo el género que él mismo denominó «agudeza compuesta fingida», lo que viene a significar «alegoría novelada». Se concretó en las tres partes de El Criticón, que recorre todo el ciclo de la vida de un hombre, que debe, además, vencer a las circunstancias del mundo en crisis de la sociedad del Barroco.
El último libro que publicaría, quizá por hacer una concesión a los oficios propios de la orden jesuita, que no veía con buenos ojos su abordar la lucha por la vida siempre al margen de auxilio cristiano, fue El Comulgatorio. Es el único que publicó con su auténtico nombre y cumplió con la preceptiva revisión por parte de los censores de su orden. Sin embargo, tras la aparición en 1657 de la tercera parte de El Criticón —de nuevo sin consentimiento de la Compañía y con su conocido (a estas alturas) seudónimo de Lorenzo Gracián—, el aragonés fue confinado a una celda y castigado a ayuno riguroso. Los tintes pesimistas que destila El Criticón corren parejas con su última peripecia vital.

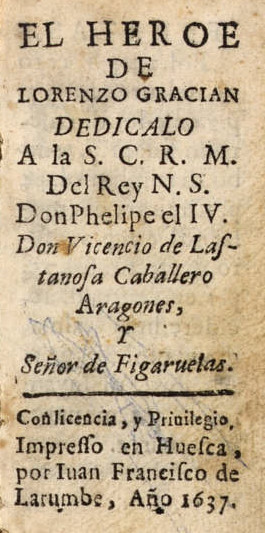
Primera edición de El héroe, Huesca, Juan Francisco de Larumbe, 1637.

### El Héroe(1637)

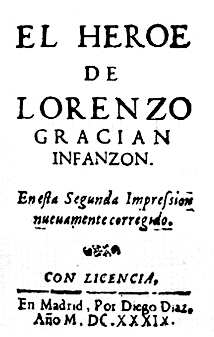
El Héroe (Madrid, 1639).

El título de El Héroe remite a la cualidad máxima del hombre en la antigüedad clásica, esto es, la virtus latina o la areté (αρετη) griega. El primero de los libros publicados por Baltasar Gracián es un tratado en el que se describen las cualidades del hombre de excepción. Cada una de esas prendas relevantes de que está formado el héroe se autoriza con la mención de su presencia en un eminente personaje histórico, entroncando con los Dicta et facta memorabilia de la tradición latina de Valerio Máximo. Este ejemplo funciona como colofón de cada uno de los capítulos, llamados «primores». El término alude al sentido etimológico de esta palabra, derivándolo de primus como sustantivo, esto es, «el mejor», «el primero».
La obra remite también al El Príncipe de Maquiavelo, pues es un doctrinal de buen gobierno, si bien aplicado al ámbito de la rección de la propia persona. Pero, en contraste con el tratadista italiano, esta «razón de estado de uno mismo» no olvida conciliar la política y la moral, ya que en la España de la Contrarreforma al príncipe maquiavélico se opuso un príncipe cristiano, como pregona el título de la obra de su contemporáneo Diego Saavedra Fajardo Idea de un príncipe político cristiano (1640).
Por otro lado, El Héroe conecta con El Cortesano de Baltasar de Castiglione, aunque ya no basta con los modales corteses renacentistas. En Gracián el cortesano necesita también astucia, inteligencia, buen discernimiento e incluso disimulo.

#### Ediciones
- Manuscrito de El Héroe autógrafo de Baltasar Gracián (Biblioteca Nacional de Madrid. Ms. 6643.). Reproducido en: Aurora Egido (ed.), «El Héroe» de Baltasar Gracián. Edición facsímil del autógrafo y de la impresión de Madrid, [Diego Díaz], 1639, editada por Adolphe Coster. Zaragoza, Institución Fernando el Católico, 2001. ISBN 84-7820-629-9.
- Huesca, Juan Francisco de Larumbe, 1637 (Biblioteca Nacional de España, con referencia R/41684).
- Madrid, Diego Díaz, 1639 (Biblioteca Nacional de España, ejemplar R-13.655).
- Ámsterdam, Juan Blaeu, 1659.
- Adolphe Coster, Chartres, libraire Lester, 1911.
- Luis Esteso, Madrid, editorial América, 1918.
- Antonio Bernat Vistarini, Palma de Mallorca, José J. de Olañeta ediciones, 2001. ISBN 84-7651-967-2.
- El Héroe (edición facsímil de la de Diego Díaz, Madrid, 1639), prólogo de Aurora Egido, Zaragoza, Institución Fernando el Católico, 2001. ISBN 84-7820-600-0.
- El Héroe. Oráculo manual y arte de prudencia, Antonio Bernat Vistarini y Abraham Madroñal Durán (eds.), Madrid, Castalia, 2003. ISBN 84-9740-081-X.
- El Héroe (edición facsímil de la de Juan Francisco de Larumbe, Huesca, 1637), prólogo de Aurora Egido, Zaragoza, Institución Fernando el Católico y Gobierno de Aragón, 2016. ISBN 978-84-9911-391-3.

### El Político(1640)

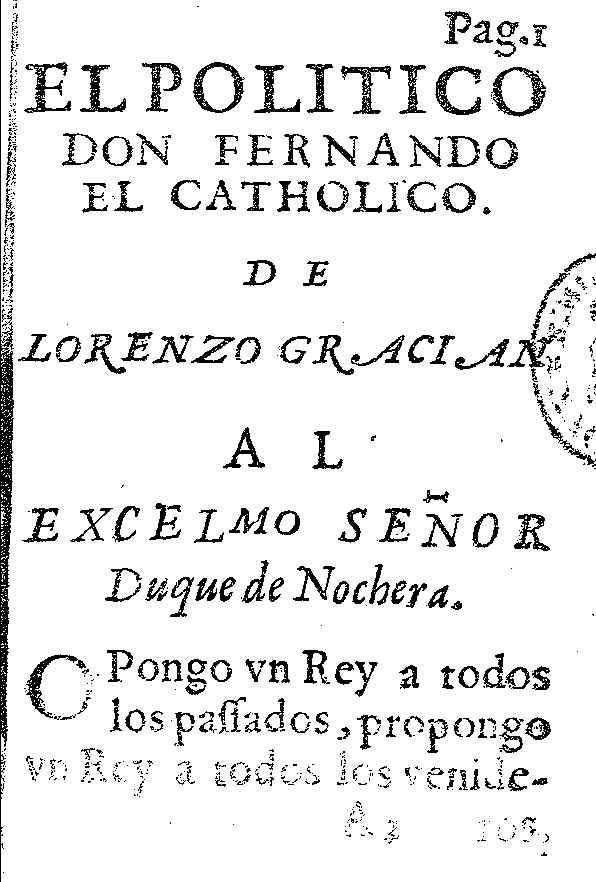
Edición de 1646 (Huesca, Juan Nogués) de El Político.

En El político don Fernando el Católico, bajo la forma de una tesis que defiende que Fernando el Católico fue el mayor rey de la monarquía española, se describen sus dotes políticas y sus virtudes como ejemplo de emulación para el hombre político. Se trata pues, no tanto de una biografía sino de otro tratado de moral práctica, solo que encarnada en el mayor príncipe, en un rey.
Construye este texto sobre la falsilla genérica del encomio biográfico, caracterizado como un discurso académico ante un auditorio, modelo que tuvo un importante cultivo en el Renacimiento y el Barroco. Se ofrece con él un modelo concreto de gobernante que destaca sobre todos los monarcas pasados, y que constituye un espejo en el que se deben reflejar los posteriores, incluido Felipe IV, en la línea de los conocidos «espejos de príncipes».

#### Ediciones
- EL POLITICO/ D. FERNANDO EL CATOLICO/ DE/ LORENZO GRACIAN./ AL EXMO SEÑOR/ Don Francisco Maria, Carafa, Castrio-/to, y Gonzaga, Duque de Nochera,/ [...]Capitan General en los Rey-/nos de Aragon, y/ Navarra. /Con Licencia, y Privilegio./ En Zaragoça, por Diego Dormer/ Año M. D. XL. Reproducción facsímil en: Aurora Egido, El Político, Zaragoza, Institución Fernando el Católico, 1985. ISBN 8400059166
- Evaristo Correa Calderón, Madrid, Anaya, 19736. ISBN 84-207-0753-8
- El Héroe. El Político. El Discreto. Oráculo manual y arte de prudencia., Arturo del Hoyo (ed.), Barcelona, Plaza y Janés (Clásicos Plaza y Janés. Biblioteca Crítica de Autores Españoles, 54), 1986. ISBN 84-01-90575-3

### Arte de ingenio, tratado de la agudeza(1642)
Gracián escribió dos tratados sobre el ingenio y la agudeza. El primero de ellos lo publicó en Madrid en 1642 con el título de Arte de ingenio, tratado de la agudeza. El segundo apareció en 1648, con el título de Agudeza y arte de ingenio. La teoría sobre el concepto que aborda en esta obra ilumina la producción literaria contemporánea a Gracián. Los géneros empleados en las distintas obras de Gracián se definen aquí de modo teórico. Posteriormente fue refundida, revisada y ampliada en una edición definitiva titulada Agudeza y arte de ingenio, publicada en 1648.

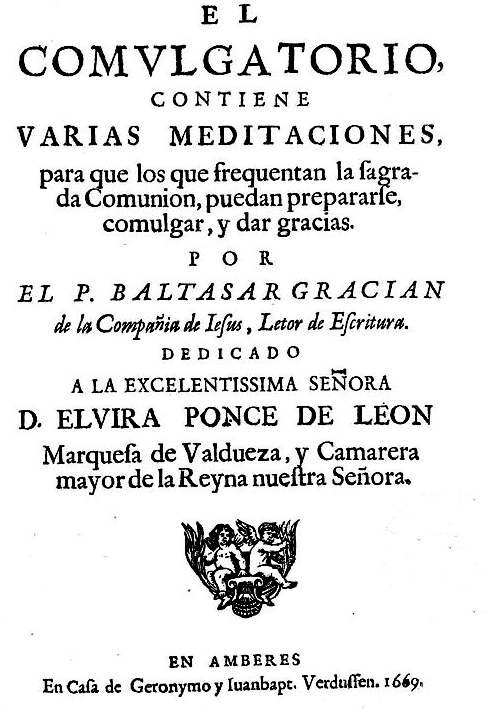
Portada de El Comulgatorio, Amberes, Jerónimo y Juan Bautista Verdusen, 1669.

#### Ediciones
- ARTE/ DE INGENIO,/ TRATADO DE LA/ AGUDEZA./ En que se explican todos los/ modos y diferencias de/ Conceptos/ POR/ Lorenço Gracian./ DEDICALA/ al Principe Nuestro Señor./ Con Privilegio en Madrid, por Iuan/ Sanchez, Año 1642./ A costa de Roberto Lorenço, merca-/ der de libros. Reproducción facsímil en: Arte de ingenio, tratado de la agudeza (prólogo de Aurora Egido), Zaragoza, IFC-Gobierno de Aragón, 2005. ISBN 84-7820-794-5
- Emilio Blanco (ed.), Arte de ingenio, Madrid, Cátedra (col. «Letras Hispánicas»), 1998.

### El Discreto(1646)

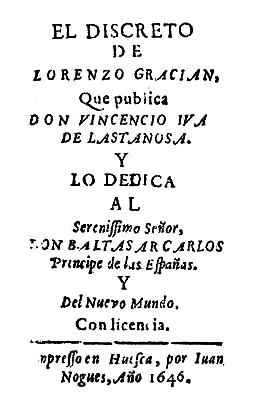
El Discreto (1646).

Es su primer fruto de plena madurez. De nuevo estamos ante un tratado en el que se describe cómo ha de ser el hombre que quiere llegar a ser «persona»: un completo caballero prudente, sagaz, dotado de buen gusto y de buena educación. Por discreción entiende la capacidad de discernimiento, que es al fin y al cabo la inteligencia para elegir lo mejor y para distinguir y valorar aquello que el hombre necesita para ser un varón de todas las horas y todas las circunstancias.
Pero ahora se renuncia a conseguir la excelsitud heroica, contentándose con ayudar a mejorar al hombre de mundo para que destaque entre sus semejantes. El modelo propuesto ya no es un ser excepcional, un héroe de fama, gobernante o rey, como sucedía en sus dos anteriores tratados de parecida temática. Ahora se trata de adiestrar a un hombre prudente que no solo necesita muchas cualidades para gobernar, sino tan solo para desenvolverse en sociedad. Con el tiempo, el pesimismo de un Gracián que contempla la malicia del mundo se ha hecho más agudo. Su desengaño hace que el objetivo del triunfo del héroe planteado en el primer tratadito sea una utopía. Ahora basta con llegar a ser persona, es decir, ser, en el sentido clásico, un hombre virtuoso.
En los capítulos de este tratado —llamados ahora «realces» en consonancia con el destacar, y no ya ser el mejor, que revelaba el «primor»— se ensayan gran variedad de géneros: diálogo, apólogo, emblema, sátira, fábula, epístola, discurso académico, o panegírico, entre otros. En ellos utiliza por vez primera la fábula o la alegoría, creando ya un módulo de ficción que servirá a los propósitos de la «agudeza compuesta fingida», o novela alegórica, que será su empeño final. El último de sus «realces», que no lleva indicación de género, titulado «Culta repartición de la vida de un discreto», muestra un esquema de división de la vida del hombre en edades que preludia el de su novela El Criticón.

#### Ediciones
- EL DISCRETO / DE / LORENZO GRACIAN, / Que publica / DON VINCENCIO IVAN / DE LASTANOSA./ Y / LO DEDICA / AL / Serenissimo Señor, / DON BALTASAR CARLOS /Principe de las Españas. / Y / Del Nuevo Mundo. / Con licencia. /Impresso en Huesca, por Iuan / Nogues, Año 1646. Edición facsímil en línea
- Miguel Romera Navarro y Jorge. M. Furt (ed. crítica basada en la princeps), Buenos Aires, Academia Argentina de Letras, 1959.
- Aurora Egido (ed. crítica), Madrid, Alianza, 1997.
- Wikisource (es), edición crítica (Véanse sus criterios de edición)

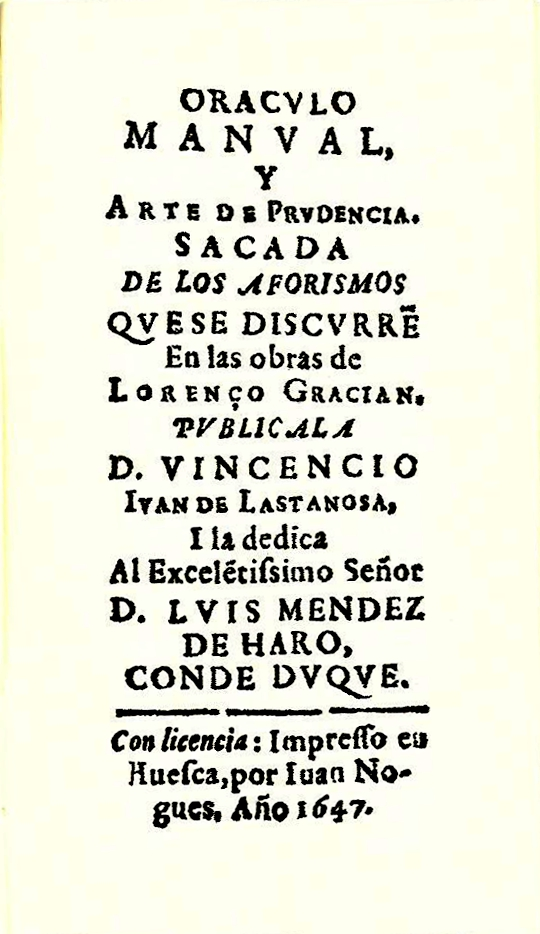
Primera edición del Oráculo manual.

### Oráculo manual y arte de prudencia(1647)
El Oráculo manual y arte de prudencia (1647) supone la síntesis de los tratados didáctico-morales anteriores. El libro consta de trescientos aforismos comentados, y ofrece un conjunto de normas y orientaciones para guiarse en una sociedad compleja y en crisis.
No solo ha interesado a aficionados a la literatura. A la obra se han acercado desde su publicación hasta la actualidad pensadores y filósofos. La admiración que por ella mostró Arthur Schopenhauer le llevó a traducirla al alemán y su versión fue la más difundida del Oráculo en esta lengua.
Este «arte de prudencia» escrito por Gracián ha tenido vigencia incluso en la actualidad, como demuestra el hecho de que una versión al inglés, titulada The art of worldly wisdom: a pocket oracle llegó a vender más de ciento cincuenta mil ejemplares en el ámbito anglosajón, al ser presentado como un manual de autoayuda para ejecutivos. En 1992, permaneció dieciocho semanas (dos en primera posición) en la lista de los más vendidos del Washington Post en el apartado Nonfiction/General.
Se ha pensado que esta obra es una mera recopilación de sentencias de sus libros anteriores, pero esto solo es cierto, y en parte, en los cien primeros aforismos. El hecho de glosar apotegmas de obras propias era un proceder nuevo, pues hasta entonces estaba reservado a la autoridad de las citas extraídas de los clásicos de la antigüedad, o al menos a autores de reconocido prestigio. El ser el Oráculo una antología de sus máximas indica que Gracián se eleva a sí mismo al rango de los autores que constituían el canon literario de la época.
El sintagma bimembre «oráculo manual y arte de prudencia», funciona como antítesis, pues oráculo tiene un sentido de «secreto emanado de la divinidad», y a este término se une el adjetivo «manual», esto es, «para un uso práctico y portátil». La palabra «arte» se usa en la acepción de «reglas y preceptos para hacer rectamente las cosas», como recoge el Diccionario de Autoridades. Pero se le opone la prudencia, pues no hay normas ciertas y universales para la conducta del hombre. En conclusión, el libro sería un precioso y secreto manual de normas de uso práctico para la conducta del hombre en un mundo conflictivo.
El género que adopta el Oráculo, a diferencia de los tratados anteriores, prescinde de la argumentación y la autoridad de ejemplos históricos que habían sido habituales en El Héroe, El Político o El Discreto. La observación del mundo y la aplicación de estos consejos en la práctica bastan para garantizar la validez y utilidad de estos oráculos mundanos.
Su estilo es la quintaesencia de la economía expresiva y la concisión graciana. En esta obra se da la mayor intensidad en cuanto a concentración semántica en frases breves y elípticas, que se suceden en un encadenado de sentencias. Este carácter hace del Oráculo su obra de más difícil lectura, pero también la de mayor contenido en ideas, constituyendo una summa de su pensamiento anterior.

#### Ediciones
- ORACULO MANUAL, Y ARTE DE PRUDENCIA. SACADA DE LOS AFORISMOS/ QVE SE DISCURRĒ/ En las obras de/ LORENÇO GRACIAN./ PUBLICALA/ D. VINCENCIO/ IVAN DE LASTANOSA,/ I la dedica/ Al Excelētissimo Señor/ D. LUIS MENDEZ/ DE HARO,/ CONDE DUQUE./ Con licencia: Impresso en/ Huesca, por Iuan No-/ gues. Año 1647. Reproducción facsímil en: Oráculo manual y arte de prudencia (prólogo de Aurora Egido), Zaragoza, Institución «Fernando el Católico»-Gobierno de Aragón, 2001 ISBN 84-7820-342-7
- Miguel Romera-Navarro (ed. crítica y estudio introductorio), Madrid, CSIC, 1954 (RFE, Anejo LXII). Reedición en 200312 ISBN 8400081803
- Benito Pelegrín (ed.), Zaragoza, Guara, 1983. ISBN 84-85303-94-6
- Emilio Blanco (ed.), Madrid, Cátedra (Letras Hispánicas, 395), 1995. ISBN 84-376-1349-3

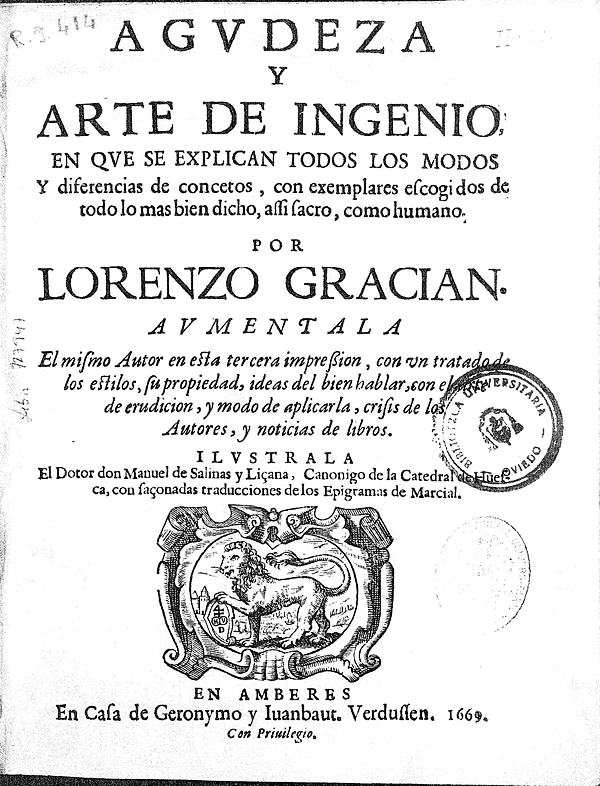
Agudeza y arte de ingenio. Portada de la edición de Amberes, 1669.

### Agudeza y arte de ingenio(1648)
Con la Agudeza y arte de ingenio, Gracián escribe su definitiva estética literaria barroca. Se trata de un tratado de retórica en el que se analizan las figuras literarias dominantes en su época.
Esta obra supone el comentario definitivo acerca del concepto y también una teorización de su propia producción literaria anterior y posterior, y de la de sus contemporáneos. No es una retórica más, pues su análisis del hecho literario parte de los ejemplos extraídos de los textos, que en esta versión se amplían considerablemente, y no de una preceptiva previa.
En esta revisión de su trabajado Arte de ingenio, en gran medida una reedición muy ampliada, incluyó más traducciones castellanas de textos latinos —sobre todo de Marcial—, debidas a Manuel de Salinas. Pero también reorganiza los materiales de 1642 y revisa, corrige y pule el estilo.
Es en este tratado donde aparece la definición que del concepto da Gracián:

un acto del entendimiento que expresa la correspondencia que se halla entre los objetos

No se trata, en puridad, de una obra sobre el conceptismo, tal y como lo concibió Menéndez Pelayo en su Historia de las ideas estéticas en España, pues el concepto en Gracián es la expresión de una semejanza, desde un símil a una metáfora, desde una dilogía hasta la alegoría sostenida. Y estos tropos son utilizados tanto por escritores caracterizados como «conceptistas» como por los denominados «culteranistas». Tan es así que la mayor cantidad de ejemplos (que avalan las figuras que define como conceptos) son traídos de la poesía de Góngora. Además ejemplifica con escritores no solo del barroco español, sino de todos los tiempos. Y de ese modo encuentra conceptos ingeniosos en epigramas de Marcial, sentencias de Séneca, aforismos de Tácito, discursos de Cicerón o exempla de Juan Manuel.

#### Ediciones
- AGUDEZA/ Y/ ARTE DE INGENIO,/ EN QUE SE EXPLICAN TODOS LOS MODOS Y DIFE-/ rencias de Concetos, con exemplares escogidos de todo lo / más bien dicho assi sacro, como humano./ POR/ LORENÇO GRACIAN./ AUMENTALA el mesmo Autor en esta segunda impresión, con un tratado de los/ Estilos, su propiedad, ideas del bien hablar: con el/ Arte de/ Erudicion y modo de aplicarla; Crisis de los Au-/ tores y noticias de libros./ ILUSTRALA/ EL DOCTOR DON MANUEL DE SALINAS Y LIZANA,/ Canonigo de la Cathedral de Huesca, con saçonadas traduc-/ ciones de los Epigramas de Marcial./ PUBLICALA/ DON VINCENCIO IUAN DE LASTANOSA/ Cavallero y Ciudadano de Huesca, en el/ Reyno de Aragón./ CORONALA/ con su nobilisima protección, el Excelentíssimo Señor/ DON ANTONIO XIMENEZ DE URREA: Conde de Aranda & Grande de España./ Con licencia. Impresso en Huesca, por IUAN NOGUES, al Coso,/ Año MDCXLVIII.
- Agudeza y arte de ingenio, en que se explican todos los modos y diferencias de concetos, con exemplares escogidos de todo lo más bien dicho, así sacro, como humano..., Amberes, en Casa de Geronymo y Iuan Baptista Verdussen, 1669. edición facsímil en línea
- Evaristo Correa Calderón (ed.), Agudeza y arte de ingenio., Madrid, Castalia (col. «Clásicos Castalia»), 1969. (2 vols.)
- Ceferino Peralta, Jorge M. Ayala y José Mª Andreu Celma, (eds.) Agudeza y arte de ingenio, Prensas Universitarias de Zaragoza-Larumbe (Col. «Clásicos Aragoneses» Larumbe, n.º 31), 2004. ISBN 84-7733-732-2
- Agudeza y arte de ingenio, Edición facsímil de la primera edición (Huesca, Juan Nogués, 1648), estudio preliminar de Aurora Egido, Institución «Fernando el Católico»-Gobierno de Aragón, 2007, ISBN 84-7820-739-8

### El Comulgatorio(1655)
El Comulgatorio se ocupa de la preparación del cristiano para recibir la comunión. Según desvela la portada, el tratado «contiene varias meditaciones para que los que frecuentan la sagrada Comunión puedan prepararse, comulgar y dar gracias». «Meditaciones» es el nombre que el jesuita asigna a los capítulos de este libro, en la línea de obras anteriores, donde se titulaban «primores» (El Héroe), «realces» (El Discreto), «discursos» (Agudeza y arte de ingenio) o «crisi (s)» (El Criticón). El capítulo o meditación primera sirve a la preparación del cristiano para recibir la comunión, el segundo al acto de la comunión propiamente dicha, el tercero a los frutos que se obtienen de recibir el cuerpo de Cristo y el cuarto a dar gracias. Estas meditaciones están divididas en puntos o temas de reflexión y, a su vez, cada punto presenta dos partes separadas tipográficamente por un asterisco.
Con El Comulgatorio Gracián abandona el estudio del ingenio y se dedica al de las emociones, en línea con los escritores espirituales del Siglo de Oro. Es este un libro de carácter religioso, muy distinto de los hasta ahora escritos por el aragonés, tanto en temática como en estilo. Lo publica por primera vez con su verdadero nombre y no con el de su hermano «Lorenzo Gracián» o bajo un anagrama como el «García de Marlones» con el que ve la luz la primera parte de El Criticón. El Comulgatorio es más discursivo y apela a los afectos. Está más cercano a la oratoria sagrada que a la sentenciosa filosofía moral.
En cuanto al género de El Comulgatorio, la crítica se divide entre quienes piensan que es una pieza de oratoria sagrada, es decir, un sermón, y los que sostienen que la obra pertenece al género de los libros de devoción.

#### Ediciones
- Baltasar Gracián, El Comulgatorio, Zaragoza, Juan de Ybar, 1655. (Biblioteca Nacional de España. Sig. R/22037.)
- A. Egido (introducción), El Comulgatorio, edición facsímil (Zaragoza, Juan de Ybar, 1655), Zaragoza, Gobierno de Aragón-Institución «Fernando el Católico», 2003.
- Evaristo Correa Calderón (ed.), Madrid, Espasa-Calpe (col. Clásicos Castellanos), 1977. ISBN 84-239-3816-6
- Miguel Batllori, Aurora Egido y Luis Sánchez Laílla (eds.), Zaragoza, Prensas Universitarias de Zaragoza (col. Clásicos Aragoneses Larumbe), 2003. ISBN 84-7733-644-X

### El Criticón(1651-1657)

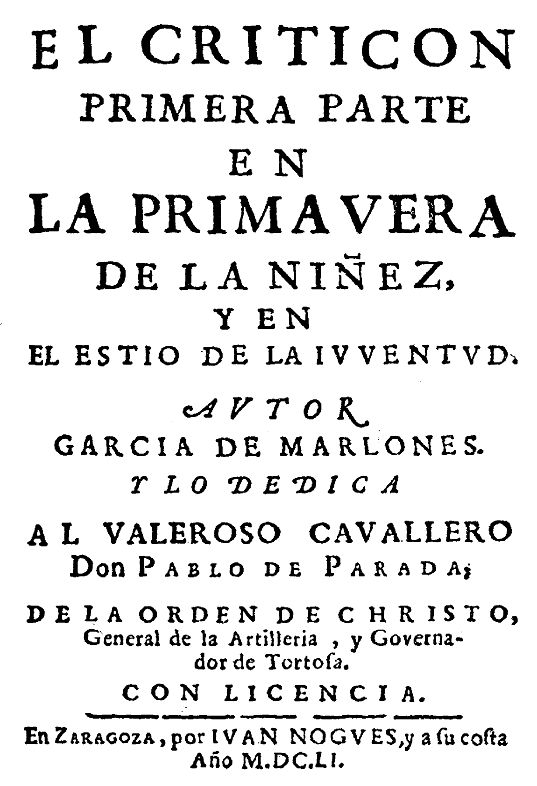
Portada de la primera edición de El Criticón (1651).

Las tres partes del Criticón, publicadas en 1651, 1653 y 1657, constituyen, sin duda, la obra maestra de su autor y es una de las obras cumbres del Siglo de Oro español. Bajo la forma de una extensa novela alegórica de carácter filosófico, esta novela reúne en forma de ficción toda la trayectoria literaria de su autor. El Criticón conjuga la prosa didáctica y moral con la fabulación metafórica, y con ello, cada «crisi» (capítulo), alberga una doble lectura —si no más— en los planos real y filosófico. En ella se unen invención y didactismo, erudición y estilo personal, desengaño y sátira social.
La obra constituye una extensa alegoría de la vida del hombre, representado en sus dos facetas de impulsivo e inexperto (Andrenio) y prudente y experimentado (Critilo). Estos dos personajes simbólicos, persiguiendo la Felicidad (Felisinda, madre para Critilio y esposa para Andrenio), acaban recorriendo todo el mundo conocido persiguiendo el aprendizaje de la virtud que, pese al engaño que ofrece comúnmente el mundo, les llevará a ganar la inmortalidad por sus hechos al llegar la muerte al final de la novela. Es, por tanto, la culminación literaria de la visión filosófica del mundo de Gracián, donde prima el desengaño vital y el pesimismo, si bien la persona cabal consigue elevarse sobre este mundo de malicia.
La obra podría verse, desde el punto de vista del género empleado, como una gran epopeya moral: fábula menipea la llamó Fernando Lázaro Carreter. Además se ha relacionado con la novela bizantina por la multitud de peripecias y aventuras que sufren los personajes y con la novela picaresca por la visión satírica que de la sociedad se muestra a lo largo del peregrinaje de sus protagonistas Critilo y Andrenio.

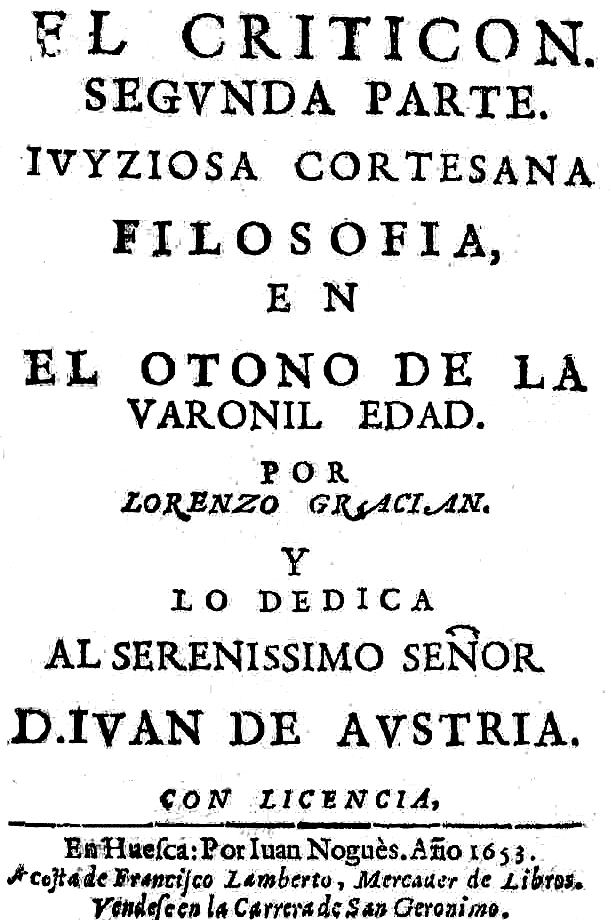
Primera edición de la segunda parte del Criticón (1653).

Aunque El Criticón se plantea inicialmente como una novela bizantina, en la que los dos peregrinos tienen como fin la búsqueda de Felisinda, pronto se descubre esto como un imposible, y con ello la estructura de la novela se conforma como una serie de episodios ensartados, al modo de la novela itinerante habitual de la picaresca. Tras este desengaño, el verdadero objetivo de nuestros protagonistas es alcanzar la virtud y la sabiduría. Pronto se abandona, con ello, una tenue intriga para demorarse en sucesivos cuadros alegóricos que dan cauce a la reflexión filosófica partiendo de una óptica satírica del mundo.
En cuanto a la estructura externa, El Criticón apareció, como dijimos, en tres entregas. En la Primera parte, subtitulada «En la primavera de la niñez y en el estío de la juventud», los protagonistas se encuentran en la isla de Santa Elena, se cuentan las peripecias vitales que les han llevado allí y emprenden el viaje a España, comenzando por la Corte. La Segunda parte, que aparece con el epígrafe de «Juiciosa cortesana filosofía en el otoño de la varonil edad», transcurre por tierras de Aragón y Francia. En la Tercera Parte, titulada más llanamente «En el invierno de la vejez», entran por tierras de Alemania y acaban en la meca del peregrino cristiano, Roma, para ser anunciados a la muerte y llegar a la inmortalidad cruzando las aguas de tinta de la fama. Los tres tomos ofrecen un equilibrio estructural en lo externo muy notable. Las dos primeras partes constan de trece «crisis» cada una y la tercera tiene doce.
El tiempo del relato se configura a través de un eje cronológico marcado por el ciclo vital del hombre y asociado a las estaciones del año, tal y como aparece esbozado en el último capítulo de El Discreto. El tiempo de la ficción novelesca progresa de manera lineal, pero recorrido por constantes digresiones e interrupciones. En estos remansos se da cuenta de todo un mundo alegórico y supone una detención del tiempo, muy adecuada a la generalización filosófica y moral.

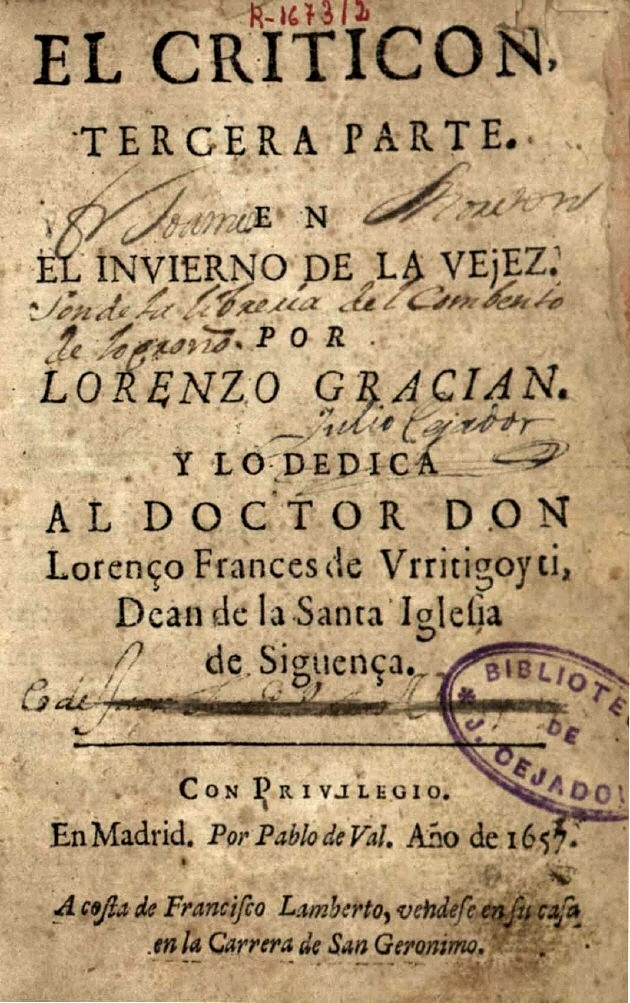
Edición princeps de la tercera parte de El Criticón (Madrid, 1657).

Parece seguro que había un plan de la obra preconcebido en El Criticón, lo que se observa en el hecho de que el arranque y desenlace de la obra suceden en una isla, según apuntó Klaus Heger. La misma tesis recoge Ricardo Senabre, que señala también la existencia de principios estructurales basados sobre todo en la antítesis. Esta se hace presente ya en los dos protagonistas medulares, Andrenio-Critilo, y recorre toda la obra, desde los distintos comportamientos que ante determinadas situaciones tienen cada uno de los protagonistas, hasta la abundancia de periodos bimembres en frases e incluso en la figura literaria de la anfibología. Por otro lado, si nos atenemos a los temas que recorren la obra, encontramos una recurrente antinomia entre el engaño y el desengaño, eje temático que estructura toda la narración.
En fin, Correa Calderón, considera que El Criticón no es sino una serie de cuadros alegóricos yuxtapuestos, constituidos a modo de fantasías morales, y enlazados tan solo por la andadura de sus dos protagonistas, como ocurre en los libros satíricos de la época. Así lo hacían obras tal El Diablo Cojuelo, de Luis Vélez de Guevara, que adoptaba una estructura de pequeños módulos alegóricos independientes, como son los ensartados en el hilo del camino de los dos peregrinos de Gracián.
El autor exhibe constantemente una técnica perspectivista que desdobla la visión de las cosas según los criterios o puntos de vista de cada uno de los personajes, pero de forma antitética, y no plural como en Cervantes. La novela refleja, con todo, una visión pesimista de la sociedad, con la que se identificó uno de sus mejores lectores, el filósofo alemán del XIX Arthur Schopenhauer. Se trata de una mirada amarga y desolada, aunque su pesimismo alberga una esperanza en los dos virtuosos protagonistas, que consiguen escapar a la mediocridad reinante alcanzando la fama eterna.

#### Ediciones
- EL CRITICÓN/ PRIMERA PARTE/ EN/ LA PRIMAVERA/ DE LA NIÑEZ,/ Y EN EL ESTÍO DE LA JUVENTUD./ AUTOR/ GARCÍA DE MARLONES./ Y LO DEDICA/ AL VALEROSO CABALLERO/ DON PABLO DE PARADA, / DE LA ORDEN DE CHRISTO,/ General de la Artillería, y Governa/ dor de Tortosa./ CON LICENCIA./ EN ZARAGOZA, por IVAN NOGUÉS, y a su costa./ Año MDCLI.

- EL CRITICÓN/ SEGUNDA PARTE./ IVYZIOSA CORTESANA/ FILOSOFÍA,/ EN EL OTOÑO DE LA/ VARONIL EDAD./ POR/ LORENZO GRACIÁN./ Y/ LO DEDICA/ AL SERENÍSIMO SEÑOR/ D. IVAN DE AVSTRIA. / CON LICENCIA,/ En Huesca: por Ivan Noguès./ Año 1653./ A costa de Francisco Lamberto, Mercader de Libros./ Vendese en la Carrera de San Gerónimo.

- EL CRITICÓN./ TERCERA PARTE./ EN/ EL INVIERNO DE LA VEJEZ./ POR/ LORENZO GRACIÁN./ Y LO DEDICA/ AL DOCTOR DON/ Lorenço Frances de Vrritigoyti,/ Dean de la Santa Iglesia/ de Siguença. / CON PRIVILEGIO./ En Madrid. Por Pablo de Val. Año 1657./ A costa de Francisco Lamberto, vendese en su casa/ en la Carrera de San Geronimo.

- El Criticón, Lisboa, Henrique Valente de Oliveira, 1.ª parte, 1656; 2.ª parte, 1657; 3.ª parte, 1661.
- Tres partes de El Criticón (...), Barcelona, Antonio Lacavallería, 1664.
- Tres partes de El Criticón (...), Barcelona, Antonio Lacavallería, 1682.
- El Criticón, edición de Julio Cejador, Madrid, Renacimiento, (col. Obras maestras de la Literatura Universal), 1913-1914, 2 vols.
- El Criticón, edición crítica y comentada de Miguel Romera Navarro, Philadelphia, University of Pennsylvania Press, 3 vols., 1938, 1939, 1940, (ed. facsímil, Hildesheim-New York, Georg Olms, 1978, 2 vols.) Edición digitalizada en la Biblioteca Virtual Miguel de Cervantes, 2010. Tomo primero (enlace roto disponible en Internet Archive; véase el historial, la primera versión y la última).. Tomo segundo (enlace roto disponible en Internet Archive; véase el historial, la primera versión y la última).. Tomo tercero (enlace roto disponible en Internet Archive; véase el historial, la primera versión y la última)..

- El Criticón, edición, introducción y notas de Evaristo Correa Calderón, Madrid, Espasa-Calpe (col. Clásicos Castellanos, 165-167), 1971, 3 vols.
- El Criticón, edición, introducción y bibliografía de Santos Alonso, Madrid, Cátedra (Letras Hispánicas, 122), 1980 (1984, 2.ªed.). ISBN 84-376-0257-2
- El Criticón, edición, bibliografía y notas de Elena Cantarino, introducción de Emilio Hidalgo-Serna, Madrid, Espasa-Calpe (Austral, 435), 1998, 840pp.
- El Criticón, edición e introducción de Carlos Vaíllo, prólogo de José Manuel Blecua, Barcelona, Círculo de Lectores, 2000.
- El Criticón (ed. facsímil), prol. de Aurora Egido, Zaragoza, Institución «Fernando el Católico» (C. S. I. C.), 2009, 3 vols. ISBN 978-84-9911-000-4
- El Criticón, edición crítica de Luis Sánchez Laílla y José Enrique Laplana; anotación de María Pilar Cuartero, José Enrique Laplana y Luis Sánchez Laílla, Zaragoza, Institución «Fernando el Católico» (C. S. I. C.), 2017, 2 vols. ISBN 978-84-9911-418-7

### Otras obras

#### Obras menores

##### Escritos preliminares en obras ajenas
- Prólogo y edición de Predicación fructuosa del padre Pedro Jerónimo Continente, jesuita (1652)
- Prólogo y selección de Poesías varias de grandes ingenios españoles, de José Alfay (Zaragoza, Juan de Ibar, 1654).
- Aprobación de Entretenimiento de las musas, de Francisco de la Torre Sevil (1654).
- Aprobación de Vida de la infanta Santa Isabel, de Francisco Funes de Villalpando, marqués de Osera (1655).
- Aprobación de La Perla. Proverbios morales, de Alonso de los Barros (1656).

## Estilo

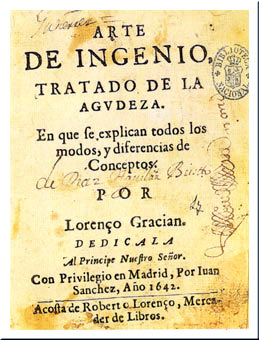
Arte de ingenio, tratado de la agudeza. Portada de la edición princeps de Madrid, 1642.

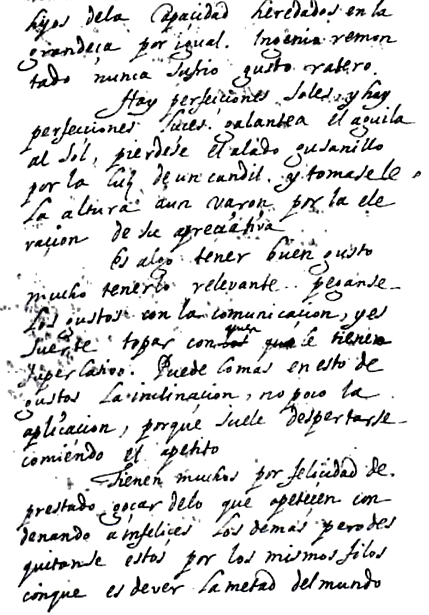
Manuscrito autógrafo de El Héroe correspondiente al primor 5, «Gusto relevante», que en su edición impresa, reza:[...] hijos de la capacidad, heredados por igual en la excelencia. Ingenio sublime nunca crió gusto ratero.
Hay perfecciones soles y hay perfecciones luces. Galantea el águila al sol, piérdese en él el helado gusanillo por la luz de un candil, y tómasele la altura a un caudal por la elevación del gusto.
Es algo tenerlo bueno, es mucho tenerlo relevante. Péganse los gustos con la comunicación, y es suerte topar con quien le tiene superlativo.
Tienen muchos por felicidad, de prestado será, gozar de lo que apetecen, condenando a infelices los demás, pero desquítanse estos por los mismos filos, con que es de ver la mitad del mundo [...].

##### Epistolario
Se conservan 32 cartas completas de Gracián, dirigidas a Vincencio Juan de Lastanosa, Andrés de Uztarroz, Manuel de Salinas, o el tortosino Francisco de la Torre Sevil. También conservamos epístolas dirigidas a sus superiores y compañeros jesuitas.
Importan sobre todo las enviadas a un jesuita de Madrid en 1646, en las que se refiere a la batalla de Lérida, donde se muestra orgulloso de su valerosa intervención. Nos cuenta cómo muchos capellanes cayeron enfermos o prisioneros, y cómo hubo de multiplicar su trabajo para absolver y dar el jubileo a los soldados en la misma línea del frente, como un combatiente más.
En estas cartas, además de obtener jugosos datos sobre su biografía, se muestra escritor en un estilo natural, que dista mucho del que él mismo se forjó para vehicular su obra literaria. En cambio, las aprobaciones y prólogos citados, escritos en su peculiar estilo conceptista, no tienen tanto interés, pues además hay que tener en cuenta su tono laudatorio y obligado formulismo.